# Jammeh Foundation for Peace
Die Jammeh Foundation for Peace (JFP) war – nach eigenen Angaben – eine unabhängige, unpolitische, gemeinnützige Organisation mit Sitz in Gambia, Westafrika. Die Stiftung wurde von Gambias damaligem Präsidenten Yahya Jammeh 1999 gegründet.

## Mission
Die Mission der Stiftung ist es, substanzielle und nachhaltige Verbesserungen der Lebensqualität für die Menschen in Gambia zu erreichen. Um dies zu erreichen, bietet die Stiftung Programme in:
- Bildung
- Gesundheit
- Landwirtschaft
- Frauenfragen
- Entwicklung der Jugend

## Geschichte
Die Stiftung wurde vom gambischen Präsidenten Alhaji Yahya Jammeh und der First Lady von Gambia, Zineb Yahya Jammeh, gegründet. Die Gründung erfolgte im Mai 1999. Die First Lady Jammeh war die Präsidentin der Stiftung. Den Vorstandsvorsitz (Chair of the Board) hatte die gambische Vizepräsidentin Isatou Njie Saidy inne. Jammehs Bruder Ansumana Jammeh war von 2006 bis 2008 Executive Director. Seine Nachfolgerin wurde Nancy Njie.
Am 10. September 2001 wurde die Stiftung als Wohltätigkeitsorganisation registriert.
Im Mai 2011 ließ die nationale Gambia Police Force (GPF) der Stiftung eine – jährlich wiederkehrende – Spende zukommen. Die GPF spendete bei einer Zeremonie im Polizeipräsidium in Banjul 31 Säcke mit Produkten der polizeieigenen Farm, darunter 7 Säcke Erdnüsse, 7 Säcke Coos, 11 Säcke Mais und 6 Säcke Reis.
Im September 2011 besuchte die saudi-arabische Prinzessin Ameera bint Aidan bin Nayef Al-Taweel Gambia und besichtigte die Stiftung. Die Stiftung spendete 500.000 US-Dollar für den Bau eines Gesundheitsdiagnostikzentrums. Während ihrer Tour versprach Prinzessin Ameera eine Spende von 100.000 Dollar an die Stiftung.

## Kritik
Nachdem Jammeh das Präsidentenamt verloren hatte, veröffentlichte Reuters am 24. Februar 2017 einen Bericht, in dem es hieß, dass Gelder der Jammeh Foundation for Peace an Jammeh selbst gingen, nicht an die Projekte der Stiftung.
Im September 2019 wurden die Ergebnisse der Janneh Commission veröffentlicht, die von Jammehs Nachfolger, Präsident Adama Barrow eingesetzt worden war, um die finanziellen Aktivitäten Jammehs zu untersuchen. Demnach habe die Stiftung weder über eine Haushaltsplanung verfügt noch seien die Finanzen geprüft worden. Selbst die Vorstandsmitglieder hätten kaum Informationen zu den Tätigkeiten der Stiftung gehabt.
Insgesamt seien laut Janneh Commission knapp 9,5 Millionen US-Dollar für andere als die vorgesehenen Zwecke ausgegeben worden. Dazu zähle eine Überweisung der Botschaft von Taiwan in Höhe von zwei Millionen Dollar aus dem Januar 2011, die noch am selben Tag bar abgehoben und Jammeh übergeben worden sei. Zum Zeitpunkt von Jammehs Abreise aus Gambia nach der verlorenen Präsidentschaftswahl in Gambia Ende 2016 sei das Konto um fast 200.000 US-Dollar überzogen gewesen.
Der Untersuchungsausschuss kam zu dem Schluss, dass die Stiftung Jammeh als Deckmantel gedient habe, um sich persönlich zu bereichern.